# NECC ITF International Women's Tournament 2011
Il NECC ITF International Women's Tournament 2011 è stato un torneo professionistico di tennis femminile giocato sul cemento. È stata la 1ª edizione del torneo, che fa parte dell'ITF Women's Circuit nell'ambito dell'ITF Women's Circuit 2011. Si è giocato a Pune in India dal 19 al 24 dicembre 2011.

## Partecipanti

### Teste di serie
| Nazionalità | Giocatrice              | Ranking* | Testa di serie |
| ----------- | ----------------------- | -------- | -------------- |
| Thailandia  | Varatchaya Wongteanchai | 224      | 1              |
| Giappone    | Sachie Ishizu           | 237      | 2              |
| Slovenia    | Tadeja Majerič          | 245      | 3              |
| Thailandia  | Nicha Lertpitaksinchai  | 316      | 4              |
| Thailandia  | Peangtarn Plipuech      | 420      | 5              |
| Francia     | Céline Cattaneo         | 421      | 6              |
| Giappone    | Chiaki Okadaue          | 425      | 7              |
| Ucraina     | Anna Shkudun            | 458      | 8              |

- 1 Ranking al 12 dicembre 2011.

### Altre partecipanti
Giocatrici che hanno ricevuto una wild card:
- Prerna Bhambri
- Rutuja Bhosale
- Ashvarya Shrivastava
- Rishika Sunkara

Giocatrici che sono passate dalle qualificazioni:
- Rushmi Chakravarthi
- Natia Gegia
- Hsieh Shu-ying
- Kim Hae-sung
- Kim Ju-eun
- Lu Jia Xiang
- Napatsakorn Sankaew
- Ekaterina Tour

## Campionesse

### Singolare
Céline Cattaneo ha battuto in finale  Anna Shkudun con il punteggio di 2–6, 7–5, 6–3

### Doppio
Lu Jia Xiang /  Lu Jiajing hanno battuto in finale  Varatchaya Wongteanchai /  Varunya Wongteanchai con il punteggio di 6–1, 6–3